# The Carmichael Show
The Carmichael Show – amerykański serial telewizyjny (komedia) wyprodukowany przez Universal Television oraz 20th Century Fox Television. Twórcami serialu są Nicholas Stoller i Jerrod Carmichael. Pierwotnie serial miał być emitowany od 5 sierpnia 2015 roku. Premierowy odcinek został wyemitowany 26 sierpnia 2015 przez NBC.
30 czerwca roku, stacja NBC ogłosiła anulowanie serial po trzeci sezon.

## Fabuła
Serial skupia się na Jerrodzie Carmichaelu, który mówi co myśli, o jego relacjach z dziewczyną, Maxine oraz rodziną.

## Obsada

### Główna
- Amber Stevens West jako Maxine[4]
- David Alan Grier jako Joe Carmichael[5]
- Jerrod Carmichael jako Jerrod Carmichael
- Lil Rel jako Bobby Carmichael
- Loretta Devine jako Cynthia Carmichael[6]

## Odcinki
| Sezon | Sezon | Odcinki | Oryginalna emisja NBC | Oryginalna emisja NBC | Oryginalna emisja | Oryginalna emisja | Oryginalna emisja |
| Sezon | Sezon | Odcinki | Premiera sezonu       | Finał sezonu          | Premiera sezonu   | Finał sezonu      |                   |
| ----- | ----- | ------- | --------------------- | --------------------- | ----------------- | ----------------- | ----------------- |
|       | 1     | 6       | 26 sierpnia 2015      | 9 września 2015       | brak              | brak              |                   |
|       | 2     | 13      | 13 marca 2016         | 29 maja 2016          | brak              | brak              |                   |
|       | 3     | 13      | 31 maja 2017          | 9 sierpnia 2017       | brak              | brak              |                   |

## Produkcja
11 marca 2015 roku, stacja NBC zamówiła pierwszy sezon serialu

15 września 2015 roku, stacja NBC ogłosiła przedłużenie serial o drugi sezon

15 maja 2016 roku, stacja NBC ogłosiła przedłużenie serial o trzeci sezon.